# فوت و فن

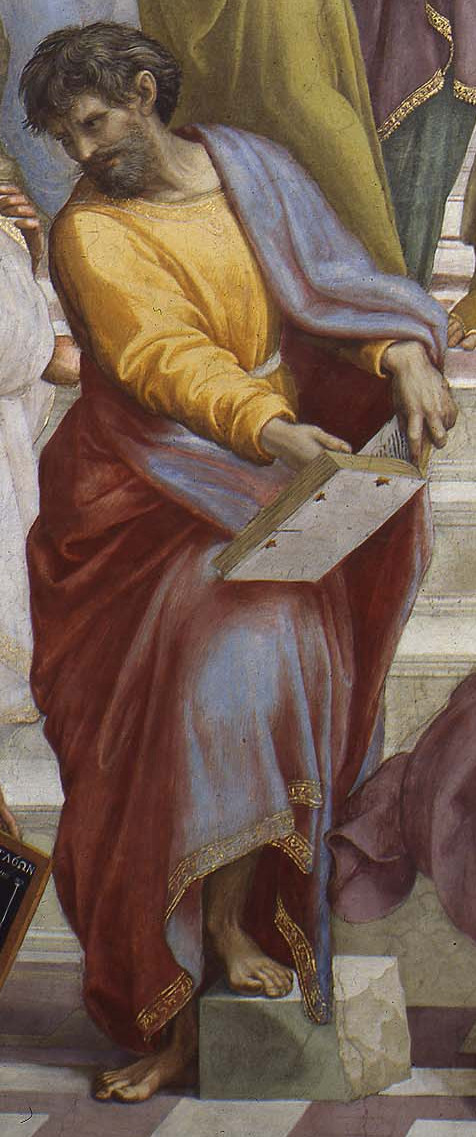

فوت و فن (به انگلیسی: Know-how) اصطلاحی برای بیان دانش و آگاهی عملی در مورد چگونگی انجام کاری است. فوت و فن معمولاً شامل دانش ضمنی است که متضاد دانش روشن می‌باشد.

## دانش ضمنی
دانش ضمنی یا دانش تلویحی (Tacit knowledge) به دانشی اشاره دارد که در پی تجربه‌ها، مهارت‌ها، و دانایی‌های شخصی، در اذهان مردم جوامع پدید می‌آید، و به آسانی تن به نمایش و بیان صریح نمی‌دهد. دانش ضمنی نوعی دانش است که فرد دارد ولی نمی‌تواند آن را توضیح بدهد یا به دیگران انتقال بدهد.

## دانش روشن
دانش روشن یا دانش صریح (به انگلیسی: explicit knowledge)، دانش و اطلاعاتی است که می‌توان آن را در قالب رسانه‌هایی چون دانشنامه‌ها و کتاب‌های علمی و درسی و غیره نگاشته و ذخیره نمود و می‌توان آن را به آسانی به دیگران انتقال داد. رایج‌ترین انواع از دانش روشن راهنماها، اسناد و فیلم‌ها ی آموزشی می‌باشند.

## در زمینهمالکیت فکری
فوت و فن در زمینه مالکیت فکری یک عامل اصلی در انتقال فناوری در محیط ملی و بین‌المللی است و در مبنای اقتصادی مشابه مواردی چون ثبت اختراع، نماد بازرگانی، حق تکثیر و پروانه (سند) می‌باشد.
نمایش فنی (به انگلیسی: Show-how) شکلی از آموزش فوت و فن است و حتی شامل نشان دادن بخش‌های تولیدی کارخانه به بازدیدکنندگان می‌باشد که می‌تواند اطلاعات ارزشمندی را دربارهٔ چگونگی ساخته شدن، مونتاژ یا پردازش محصولات را در اختیار بازدیدکنندگان قرار دهد. نمایش فنی همچنین می‌تواند به عنوان بخشی از موافقتنامه‌های کمک‌های فنی نیز ارائه شود.